# Filozofska škola
Filozofska škola Matice hrvatske prvi je put održana 2010. godine sa svrhom da se nadarenim i perspektivnim studentima i doktorandima filozofije pruži dodatno izvannastavno obrazovanje. Izvedba programa uključuje izlaganja pozvanih predavača, diskusije o osnovnim temama odabranoga djela te intenzivan rad na tumačenju odabranih tekstova.
Dosad je Filozofska škola održana dva puta: 2010. godine na temu Aristotelove "Fizike" i 2012. godine na temu "Bitka i vremena" Martina Heideggera. O potonjem je izišao i istoimeni zbornik u nakladi Matice hrvatske.